# شارلین دی کاروالهو-هینیکن
شارلین دی کاروالهو-هینیکن (به هلندی: Charlene de Carvalho-Heineken) (زاده ۳۰ ژوئن ۱۹۵۴) کارآفرین، سرمایه‌دار و مدیر ارشد اجرایی هلندی است، که سهام‌دار اصلی شرکت هینیکن بشمار می‌آید. هینیکن در حال حاضر سومین کارخانه آبجوسازی جهان می‌باشد.